# Sudansprachen
Sudansprachen ist eine veraltete Bezeichnung für diejenigen afrikanischen Sprachen, die in der Sahelzone von Äthiopien im Osten über den Sudan bis Senegal im Westen gesprochen werden. Die Bezeichnung wurde von Anfang bis Mitte des 20. Jahrhunderts verwendet und die zugehörigen Bevölkerungen „Sudan-Neger“ genannt, bis in die 1960er-Jahre blieb diese rassentheoretische Bezeichnung geläufig.
Nach heutiger Erkenntnis bilden die sogenannten „Sudansprachen“ keine genetische Einheit, sondern gehören teilweise zu den Niger-Kongo-Sprachen, zu den nilosaharanischen Sprachen und zu den afroasiatischen Sprachen.
Die Sudansprachen waren nach dem deutschen Afrikanisten Carl Meinhof (1857–1944) genuslose und nominalklassenlose afrikanische Sprachen, die sich von den Bantusprachen im Süden mit Nominalklassensystem und von den nördlichen hamitischen Sprachen mit Genus-System unterschieden. Aber bereits der deutsche Ethnologe Diedrich Westermann (1875–1956) wies die Verwandtschaft des westsudanischen Sprachzweigs mit den Bantusprachen nach.

## Sudansprachen nach Meinhof
Carl Meinhof subsumierte als Erforscher der Bantusprachen sämtliche Sprachen, die kein ausgeprägtes Nominalklassensystem hatten und nicht hamitisch oder semitisch waren, unter die Gruppe der Sudansprachen. Das Konzept der Sudansprachen muss auch im Zusammenhang mit der Vorstellung über die Hamitische Rasse gesehen werden.
Reichten die nach heutigen Vorstellungen falschen sprachwissenschaftlichen Einordnungsmuster für die Klassifizierung der Sprachen nicht aus, griff Carl Meinhof auf rassische Kriterien zurück. Im Gegensatz zu der negroiden Bevölkerung, die die Sudansprachen sprechen sollte, sollten die als „athiopide Kontaktrasse“ bezeichneten Hamiten die „höherwertigen“ flektierenden „Hamitensprachen“ mit Genus-System sprechen. Das führte zum Beispiel zu der falschen Einordnung des Maa und des Fulfulde. Weil ihre Sprecher, die Massai und die Fulbe, größer gewachsen bzw. hellhäutiger waren, wurden ihre Sprachen in Ermangelung brauchbarer linguistischer Methoden, den „hamitischen Sprachen“ zugeschlagen, obwohl diese zu der Nilosaharanischen bzw. Niger-Kongo-Sprachfamilie, die nach damaligen Sprachgebrauch Sudansprachen genannt wurden, gehören. Das sollte „der kulturtragenden Rolle und Überlegenheit der Hamiten“ entsprechen. Andererseits rechnete Meinhof Hausa zu den Sudansprachen, die nach heutiger Erkenntnis als tschadische Sprache Teil der afroasiatischen (hamitosemitischen) Sprachfamilie ist.

## Forschungen Westermanns und Klingenhebens
Diedrich Westermann, ein Schüler Carl Meinhofs, führte vergleichende sprachwissenschaftliche Forschungen an den Sudansprachen während der ersten Hälfte des 20. Jahrhunderts durch und begründete 1911 die Unterteilung zwischen Ost- und Westsudanesischen Sprachen, die annähernd vergleichbar mit der heutigen Unterscheidung zwischen Niger-Kongo- und Nilosaharanischen Sprachen ist. Seine Zusammenarbeit mit Hermann Baumann im Jahre 1927 war der geschichtlichen Rekonstruktion des westsudanesischen Sprachenzweigs gewidmet. Er verglich seine Forschungsergebnisse über das Ursudanische (die wissenschaftlich nicht mehr relevante Ursprache der Sudansprachen) mit dem Proto-Bantu, das Carl Meinhof herausgearbeitet hatte. Westermann unterließ es aber, die offensichtliche Schlussfolgerung zu ziehen, dass zwischen dem Proto-Westsudanesischen und dem Proto-Bantu eine sprachgenetische Verwandtschaft bestehe. Französische Sprachwissenschaftler wie Maurice Delafosse und Lilias Homburger, die nicht durch die Theorie, dass das Nominalklassensystem Bantu- und Sudansprachen scheide, beeinträchtigt wurden, äußerten sich recht deutlich über die Einheit zwischen Sudanesischen und Bantu-Sprachen, hauptsächlich auf der Grundlage lexikostatistischer Daten. Homburger z. B., merkte in ihrem vergleichenden Werk Noms des parties du corps dans les langues Négro-Africaines von 1929 an, dass „einige deutsche Afrikanisten […] eine Bantu-Gruppe und eine Gruppe der Sudansprachen vorgeschlagen haben, und die betreffenden Wissenschaftler erst spät dazu kamen, die Einheit von Bantu-Sudanesisch zu erkennen“. Erst 1935 legte Westermann in seinem Werk Charakter und Einteilung der Sudansprachen endgültig die Verwandtschaft zwischen Bantusprachen und Westsudanesischen Sprachen dar. Er hielt aber an einer „gemeinsamen Grundhaltung“ der Sudansprachen fest.
August Klingenheben befasste sich in den 1930er Jahren mit Fulfulde. Durch seine umfassende Beschreibung des Lautbestandes und des komplizierten Systems der Präfix- und Suffixklassen löst er das Fulfulde aus der Familie der hamitischen Sprachen und ordnet es in die Gruppe der westatlantischen Sprachen ein. Durch die Herauslösung von Fuldfulde aus den Hamitischen Sprachen eignete sich das Konzept der Sudansprachen immer weniger dafür, nichthamitische Sprachen und nicht-Bantusprachen der Sahelzone linguistisch zu beschreiben.

## Aufgabe der Sudansprachen durch Greenberg
Joseph Greenberg bezog die Westsudanesischen Sprachen in die Niger-Kongo-Sprachen ein und benannte sie in Volta-Kongo-Sprachen um. Er behandelte die Ostsudanesischen Sprachen als eine von den Westsudanesischen/Niger-Kongo-Sprachen verschiedene Sprachenfamilie, die er unter dem Namen Nilosaharanische Sprachenfamilie einführte.
Trotz fehlender linguistischer Fundierung wird die Gruppe der Sudansprachen auch heute noch als eine geographische Bezeichnung für die Sprachen im Sahelgürtel weiter verwendet. Ein Beispiel stellt der Diercke Weltatlas vom Westermann Verlag dar, der häufig als Schulatlas gebraucht wird.
Die Sudansprachen können sehr unterschiedlich sein und werden aufgeteilt in:
- westliche Sudansprachen mit:
  - Mande-Sprachen
  - Semibantu
  - Togo-Restsprachen
  - Cross-River-Sprachen
  - Platoide Sprachen
  - Nupoide Sprachen
  - Edoide Sprachen
  - Idomoide Sprachen
  - Defoide Sprachen
  - Igboide Sprachen
  - Kainji-Sprachen

- zentrale Sudansprachen mit:
  - Tschadsprachen

- östliche Sudansprachen mit:
  - Nilotischen Sprachen
  - Hamito-Nilotischen Sprachen